# مقاطعة ورسستر (ماساتشوستس)
مقاطعة ورسستر (بالإنجليزية: Worcester County, Massachusetts)‏ هي إحدى مقاطعات ولاية ماساتشوستس في الولايات المتحدة. ، بلغ عدد سكانها 798552 نسمة في عام 2010 حسب إحصاء مكتب تعداد الولايات المتحدة وتصل الكثافة السكانية فيها 204 نسمة/كم2.

## أعلام
- ألكسندر بولوك
- وليم مورتون
- ويليام مارسي
- ويتني يوجين ثاير
- رالف إيرل
- أغنيس مورهيد
- جورج قسطنطين

## وصلات خارجية
- United States Counties